# Moritz Michael Daffinger
Moritz Michael Daffinger (Bécs, 1790. január 25. – Bécs, 1849. augusztus 22.) osztrák festő, grafikus, a biedermeier mestere.

## Életpályája
Apja  Johann Leopold Daffinger porcelánfestő volt.  Pályafutását ő is porcelánfestőként kezdte. H. Maurer tanítványa volt a bécsi akadémián. Főleg miniatúrákat (olajképeket és akvarelleket) festett, a biedermeier modorában. Az angol Thomas Lawrence hatása alatt több mint 1000 miniatűr arcképet alkotott. Magyar vonatkozású művei közül Kiss Ernő arcképe emelkedik ki. Grafikusként Rembrandt műveiről készített másolatokat. 1841-ben lánya halála után a virágfestészetnek szentelte életét, több mint 500 virágminiatúrát festett. 1849-ben Bécsben halt meg, az akkor kitört kolerajárvány áldozata lett.

## Emlékezete
Arcképe szerepelt az egykori 20 schillinges bankjegyen.